# Izumisano
Izumisano (泉佐野市 Izumisano-shi?) este un municipiu din Japonia, prefectura Osaka.

Partea de nord a Aeroportului Internațional Kansai se află pe teritoriul acestei localități.